# Lubienia (województwo opolskie)
Lubienia (dodatkowa nazwa w j. niem. Sacken) – wieś w Polsce, położona w województwie opolskim, w powiecie opolskim, w gminie Popielów, 21 km w kierunku północno-zachodnim od Opola. Obszarze Chronionego Krajobrazu Lasy Stobrawsko-Turawskie i graniczy od wschodu, północy i zachodu ze Stobrawskim Parkiem Krajobrazowym. W pobliżu miejscowości znajdują się: Bory Siołkowickie (na wschodzie), Wydmy koło Karłowic (na zachodzie) i rzeka Lisi Rów (na południowym zachodzie).
W latach 1975–1998 miejscowość należała administracyjnie do województwa opolskiego.
Lubienia ma zachowany XVIII-wieczny układ przestrzenny. W miejscowości znajdują się m.in.: świetlica wiejska, parafialny kościół i cmentarz Ewangelicko-Augsburski, Kościół Rzymskokatolicki, sklep spożywczy, leśniczówka i pomnik poświęcony mieszkańcom miejscowości poległym w czasie obu wojen światowych.

## Historia
Lubienia jest kolonią fryderycjańską. Po zaplanowaniu miejscowości rozpoczęto w niej budowę 40 domostw, 4 studni publicznych i szkoły. Działania wojenne w 1778 r. przerwały tworzenie kolonii. Lubienia została zasiedlona przez 40 rodzin husyckich, które były zobowiązane ślubować wieczną wierność królowi pruskiemu. Pierwsi koloniści wprowadzili się 21 kwietnia 1780 r. Ze względu na położenie Lubieni jej mieszkańcy zajmowali się głównie karczowaniem lasów i rzemiosłem. W 1782 r. miejscowość otrzymała nazwę Sacken, dla uczczenia ministra pruskiego księcia Karola, którego nazywano „Fürst Sacken”. Występujące równolegle polskie nazwy to: Lubienie, Lubień i Lubina.
W 1861 r. w miejscowości znajdowały się m.in. szkoła ewangelicka, jeden budynek publiczny, 66 domów mieszkalnych i 63 zabudowania gospodarcze. Nauczyciela w szkole obowiązywała znajomość języków: niemieckiego, polskiego i czeskiego. W tym czasie miejscowość zajmowała 900 mórg, a inwentarz żywy składał się z: 5 koni, 63 wołów, 43 krów i 29 sztuk jałowizny. W spisie wymieniono 12 tkaczy (we wcześniejszym spisie było ich 4). Praktykowanym zajęciem było to pszczelarstwo, jednak nie rozwijało się – w 1883 r. liczba pni wynosiła 38, a w 1931 r. – 7.
Stan inwentarza żywego w 1918 r. przedstawiał się następująco: 11 koni, 332 krowy, 74 świnie, 91 kóz, 194 króliki i 734 sztuki drobiu. W 1931 r. liczba krów wynosiła 373, a świń – 262. Podczas plebiscytu w 1921 r. do głosowania były uprawnione 692 osoby, z czego 311 osób (ok. 44,9%) to emigranci. W 1939 r. podział ziemi w miejscowości przedstawiał się następująco: 178,08 hm² ziemi ornej, 2,10 hm² ogrodów, 62,40 hm² łąk i pastwisk oraz 8,60 hm² lasów i nieużytków. W 1965 r. powierzchnia miejscowości wynosiła 388,1 hm².
W 2011 r. powierzchnia miejscowości wynosiła 1794 hm², z czego 370 hm² (ok. 20,6%) stanowiły użytki rolne, a 78% – lasy.

## Liczba mieszkańców
| Rok                | 1819 | 1861 | 1890 | 1933 | 1939 | 1960 | 1965 | 2005 | 2007 | 2011 |
| Liczba mieszkańców | 301  | 648  | 790  | 667  | 669  | 442  | 410  | 408  | 408  | 408  |

(Źródła:.)